# Lac Poyang
Le lac Poyang (chinois : 鄱阳湖 ; pinyin : póyáng hú) ou Po Yang Hu est un lac d’eau douce situé dans la province de Jiangxi. 

## Géographie
C’est la plus grande réserve d’eau douce située entièrement en Chine. Sa surface maximale, lors de la saison humide est de 5 100 km2 pour un volume d’eau de 25 km3. La surface se réduit à environ 1 000 km2 lors de la saison sèche. Sa profondeur maximale est de 25 mètres et il se situe à une altitude de 12 mètres. 
Le lac est un habitat privilégié pour un demi million d’oiseaux migrateurs dont la grue blanche. Il est alimenté par la rivière Gan et la rivière Xiu. Un chenal le relie au fleuve Yangzi Jiang (Yantze).
C'est aussi la plus grosse mine de sable au monde (980.000 tonnes / jour) .

## Assèchement du lac
Au printemps 2011, à la suite de la pire sécheresse depuis cinquante ans, le lac avait perdu 90 % de sa surface,.
En janvier 2012, les mêmes effets se reproduisent, et la surface en eau du lac se réduit à environ 200 km2, conduisant les autorités à déployer des hélicoptères pour distribuer de la nourriture aux oiseaux migrateurs.
Le 2 mai 2012, la superficie du lac Poyang est passée à 2 370 km2 alors qu'elle n'était que de 668 km2 le 11 avril. Le volume des eaux était de 5,85 milliards de mètres cubes le 2 mai, contre 1,14 milliard de mètres cubes le 11 avril.

## Histoire
La bataille navale du lac Poyang eut lieu en 1363.